# Faruk Uçarlar
Faruk Uçarlar (* 1948) ist ein ehemaliger türkischer Fußballspieler.

## Karriere
Uçarlar begann seine Karriere in der Saison 1966/67 bei Altay Izmir. In seiner Debütsaison kam er zu zwei Ligaspielen. Im Sommer 1967 wechselte der Mittelfeldspieler zu İzmir Denizgücü und gewann mit seinen Teamkollegen den Başbakanlık Kupası. Im Stadtderby besiegte man İzmirspor nach Verlängerung mit 2:0.
Zur Saison 1969/70 wurde Uçarlar von Altınordu Izmir verpflichtet. Im April 1970 wurde er Spieler von Galatasaray Istanbul und bestritt drei Ligaspiele. Nach der Saison 1969/70 beendete Uçarlar seine Karriere.

## Erfolg
İzmir Denizgücü
- Başbakanlık Kupası: 1968

## Weblink
- Spielerprofil auf mackolik.com

| Personendaten    | Personendaten             |
| ---------------- | ------------------------- |
| NAME             | Uçarlar, Faruk            |
| KURZBESCHREIBUNG | türkischer Fußballspieler |
| GEBURTSDATUM     | 1948                      |